# Solenophora pirana
Solenophora pirana är en tvåhjärtbladig växtart som beskrevs av Conrad Vernon Morton. Solenophora pirana ingår i släktet Solenophora och familjen Gesneriaceae. Inga underarter finns listade i Catalogue of Life.